# Politische Ikonographie
Politische Ikonographie, auch Politische Ikonologie, bezeichnet eine Bildwissenschaft, die künstlerische Inszenierung politischer Macht und Herrschaft in Malerei, Fotografie, Film, Architektur und Skulptur beschreibt und interpretiert.
Obwohl Erwin Panofsky den Begriff Ikonographie als Bildbeschreibung vom Begriff Ikonologie als Bildinterpretation abgrenzen wollte, werden beide Begriffe in der Praxis oft synonym verwendet.

## Institutionelle Verankerung
Unter der Leitung von Martin Warnke wurde die Politische Ikonographie institutionell verankert:
- als DFG-Graduiertenkolleg Politische Ikonographie (1990–1999) am Kunsthistorischen Seminar der Universität Hamburg,
- und als Arbeitsstelle Politische Ikonographie im Hamburger Warburg-Haus, die Warnke aus Mitteln des ihm 1990 verliehenen Leibnizpreises finanzierte.